# Піщана акула
Піщана акула (Odontaspis) — рід акул родини Піщані акули. Має 2 види.

## Опис
Загальна довжина представників цього роду коливається від 3 до 4,1 м. Голова відносно велика. Морда довга, конічної форми, дещо сплощена. Очі великі з округлою зіницею, без мигальної перетинки. Рот сильно зігнутий, витягнутий. Види відрізняються різною кількістю зубів на щелепах. Зуби іклоподібні, гострі, розташовані щільно. Зуби мають декілька верхівок, з яких центральна є іклом, бокові — маленькі. У них 5 пар зябрових щілин. Тулуб масивний. Плавці великі. Мають 2 спинних плавця, з яких передній більше за задній. Передній розташовано позаду грудних плавців. Анальний плавець має увігнутий задній край. Хвостовий плавець короткий, товстий, гетероцеркальний.
Забарвлення у видів різниться: в одного однотонне (коричневе з відтінками), в іншого — сіро-коричневе зверху та біле знизу. По тілу або плавцям розкидані темні або світлі плямочки.

## Спосіб життя
Тримаються на глибинах 100–1000 м на континентальному схилі та у відкритому океані. Доволі моторні та агресивні акули. Здатні здійснювати сезонні міграції. Живляться костистими рибами, ракоподібними й головоногими молюсками.
Це яйцеживородні акули.
В азійських країнах є об'єктом промислового вилову.
Становлять небезпеку для людини, особливо у південних морях.

## Розповсюдження
Мешкають в окремих ареалах в Тихому, Атлантичному та Індійському океанах.

## Види
- Odontaspis ferox  (Risso, 1810)
- Odontaspis noronhai  (Maul, 1955)